# Николс, Филипп Бойер
Филипп Боувери Бойер Николс (англ. Philip Bouverie Bowyer Nichols; 7 сентября 1894 — 6 декабря 1962) — британский дипломат. Сын поэта Бойера Николса, брат поэта Роберта Николса.
Окончил Итонский колледж, затем учился в Оксфорде в Баллиол-колледже. В 1914—1918 гг. служил в пехотном Саффолкском полку, дослужившись до капитанского чина.
В 1920 г. начал карьеру в британском Министерстве иностранных дел. В 1920—1923 гг. работал в посольстве в Австрии, затем в 1928—1930 гг. в Новой Зеландии, в 1933—1937 гг. первый секретарь посольства Великобритании в Италии. В 1939—1941 гг. возглавлял южный департамент. В 1942 г. назначен британским дипломатическим представителем при Чехословацком правительстве в изгнании. После освобождения Чехословакии от нацистской оккупации занял пост посла Великобритании в Чехословакии и работал в Праге до декабря 1947 года. Дипломатической переписке Николса в 1945 г. посвящена монография чешских учёных Я. Куклика и Я. Немечека «Освобождение Чехословакии глазами британского дипломата» (чеш. Osvobozené Československo očima britské diplomacie; 2010). Затем в 1948—1951 гг. посол Великобритании в Нидерландах.
В 1946 году возведён в достоинство рыцаря-командора Ордена Святого Михаила и Святого Георгия.